# 琼巴尔德
琼巴尔德，是匈牙利绍莫吉州所辖的一个村。总面积8.99平方公里，总人口294，人口密度32.7人/平方公里（2011年1月1日）。